# Julia López de la Torre

La Corona real de España, símbolo de Patrimonio Nacional.

Julia López de la Torre (Madrid, España, 14 de marzo de 1953 - Madrid, España, 24 de marzo de 2010) fue Jefa de Prensa de Patrimonio Nacional y Editora de la revista Reales Sitios. En el año 1973 comenzó a trabajar en Patrimonio Nacional, institución en la que permaneció hasta su fallecimiento. A lo largo de su carrera, editó decenas de facsímiles, libros, programas y otras obras impresas, relacionadas principalmente con la historia del arte, la historia de España, el Patrimonio Nacional y la Casa Real.

## Reconocimientos
El 6 de diciembre de 1989 recibió de manos de S.M. el Rey Don Juan Carlos I de España el lazo de dama de la Orden del Mérito Civil en reconocimiento a su dedicación. 
El 23 de julio de 2007 recibió, también de manos de S.M. el Rey Don Juan Carlos I de España, la cruz de la Orden de Isabel la Católica en reconocimiento a toda su carrera.